# Villages troglodytiques de France
Les villages troglodytiques de France sont un mode d'habitat très ancien que l'on trouve dans différentes régions françaises.

## Histoire
En France, l'habitat troglodytique est particulièrement bien représenté. Il a existé très tôt en Dordogne par exemple, à diverses époques dans le val de Loire, en Anjou, en Touraine, dans le Saumurois et dans la vallée crayeuse de la Seine. Les sites sont anciens ou récents, sommaires ou élaborés, comme à Aubeterre-sur-Dronne ou à Montsoreau — communes adhérant à l'association Les Plus Beaux Villages de France — en Charente ou ponctuels comme en Provence, à Bollène ou aux Baux-de-Provence.

## Dordogne

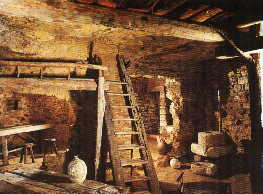
Habitations troglodytiques de Belvès en Périgord Noir.

Le village de La Madeleine, à Tursac, est un des meilleurs exemples de la longue tradition d'occupation humaine de la vallée de la Vézère et le site éponyme de la culture magdalénienne.
La Roque Saint-Christophe, à Peyzac-le-Moustier, offre une remarquable continuité d'occupation avec cavités naturelles bien conservées qui ont été occupées par l'homme de la Préhistoire (il y a quelque 55 000 ans) puis modifiées au Moyen Âge pour devenir un fort et une cité troglodytiques jusqu'au début de la Renaissance.
Au cœur du village médiéval de Belvès, en Périgord Noir, une muséographie présente la vie quotidienne des manants, dans les grottes, du XIIIe siècle au XVIIIe siècle (voir également les Grottes du Roc de Cazelle et Le Conquil).
La maison forte de Reignac, à Tursac est un château-falaise intact, visitable.

## Val de Loire

### Anjou
Le département de Maine-et-Loire, terre de tuffeau et de falun, possède dans la région de Saumur, Brézé et Montsoreau près de 1 200 kilomètres de galeries souterraines et 14 000 cavités dont la moitié est à l'abandon.
Aux environs de 950, les récits hagiographiques font mention, lors du voyage du moine Absalon de Tournus à Saumur, de caves sur le territoire de Montsoreau dans lesquelles le moine envisageait d'abriter les reliques de Saint-Florent. L'industrie de l'extraction de la pierre de tuffeau, jusque dans les dernières années du XIXe siècle, a permis de créer dans la commune de Montsoreau un réseau très étendu de caves, réhabilitées pour la plupart en habitations. Le classement de Montsoreau par l'association Les Plus beaux villages de France a été favorisé par cette multiplicité de l'habitat.
Les villages troglodytiques d'Anjou sont des architectures datant de la Préhistoire. Élémentaires et sommaires, ces habitats sont creusés dans différents types de roches (sédimentaires ou encore volcaniques) et sous tous types de climats. De nombreuses galeries sont utilisées par les entreprises angevines de vins pétillants de Saumur et par les champignonnières produisant les champignons de Paris.

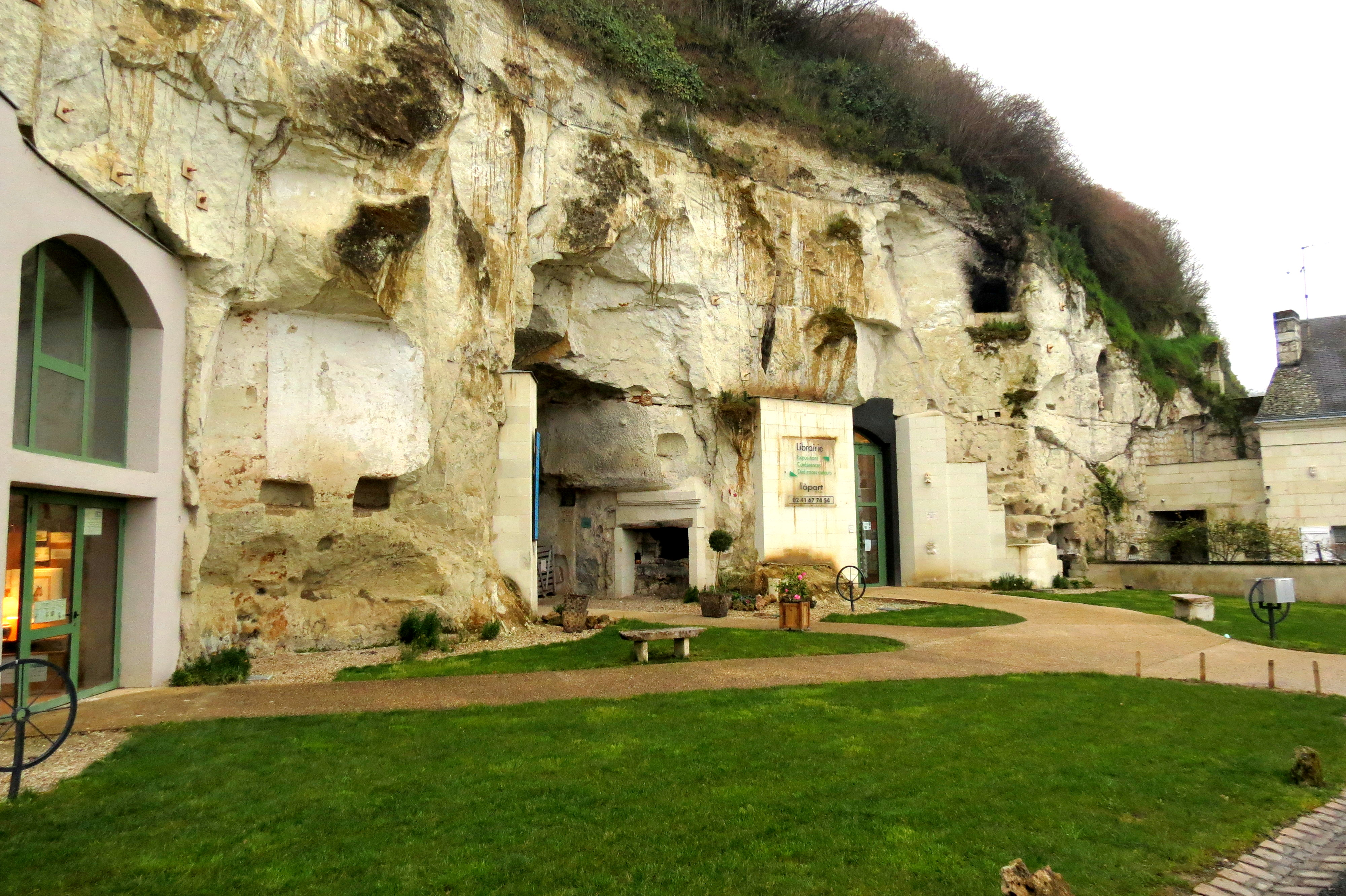
Maisons troglodytiques à Turquant.

Dans diverses communes, des sites troglodytiques ont la possibilité d'être visités. La commune de Turquant possède un site classé au patrimoine de l'UNESCO. Ce site met en avant la découverte des arts et des traditions au sein des sociétés des habitants troglodytes.
Les troglodytes de la Sablière à Doué-la-Fontaine creusées au XXe siècle donnent un aperçu de l’évolution de notre planète à travers ses nombreux fossiles disposés de manière à constater dans un domaine peu commun l'extinction d'anciennes espèces. Ce site a aussi servi de galerie et de bistrot.
Enfin, Saumur donne un nouvel aperçu du patrimoine architectural d'Anjou à travers des édifices sculptés permettant à tous les voyageurs une promenade hors du commun.
On retrouve ces habitats en différents lieux :
- à Doué-la-Fontaine (Maine-et-Loire), l'extraction originelle de la pierre de falun (grison) dont les carrières ont formé des caves cathédrales, a laissé la place à des habitations troglodytiques ;
- à Louresse-Rochemenier, le village troglodytique créé du XIIIe siècle au XIXe siècle est un village troglodytique de plaine, contrairement aux habitats troglodytiques de la falaise naturelle qui longe la Loire en Anjou et en Touraine. Les paysans de Rochemenier ont creusé de grandes cours, sortes de carrières à ciel ouvert puis, autour de celles-ci, ont creusé leurs habitations et dépendances et une chapelle souterraine ;
- dans la commune nouvelle de Doué-en-Anjou, le bioparc animalier fondé au cœur du Val de Loire est le seul zoo troglodytique au monde. Regroupant tunnels, cascades et carrières à la végétation luxuriante, ce lieu se trouve donc dans univers naturellement climatisé[3] et les troglodytes de la Sablière de Doué-la-Fontaine[4],[5] ;
- à Dénezé-sous-Doué les caves des Mousseaux ;
- à Turquant[6] ;
- à Saumur le site Pierre et lumière contient une vingtaine de lieux sculptés jusqu'aux plus petits détails, parfois directement dans la paroi, par l'artiste Philippe Cormand[7] ;
- à Bellevigne-les-Châteaux, le château de Brézé en partie troglodytique est un château atypique dans la commune éponyme[8]. C'est une forteresse creusée datant du Moyen Âge. On peut lui donner une caractéristique : Un château sous un château, car il existe des allées et des galeries troglodytiques pour un parcours de 4 km. Les visiteurs apprécient aussi le fait de parcourir les douves sèches les plus profondes d'Europe mais aussi parce qu'ils voyagent à travers les années dans les salles meublées qui rappellent la vie du château de surface pendant la Renaissance.

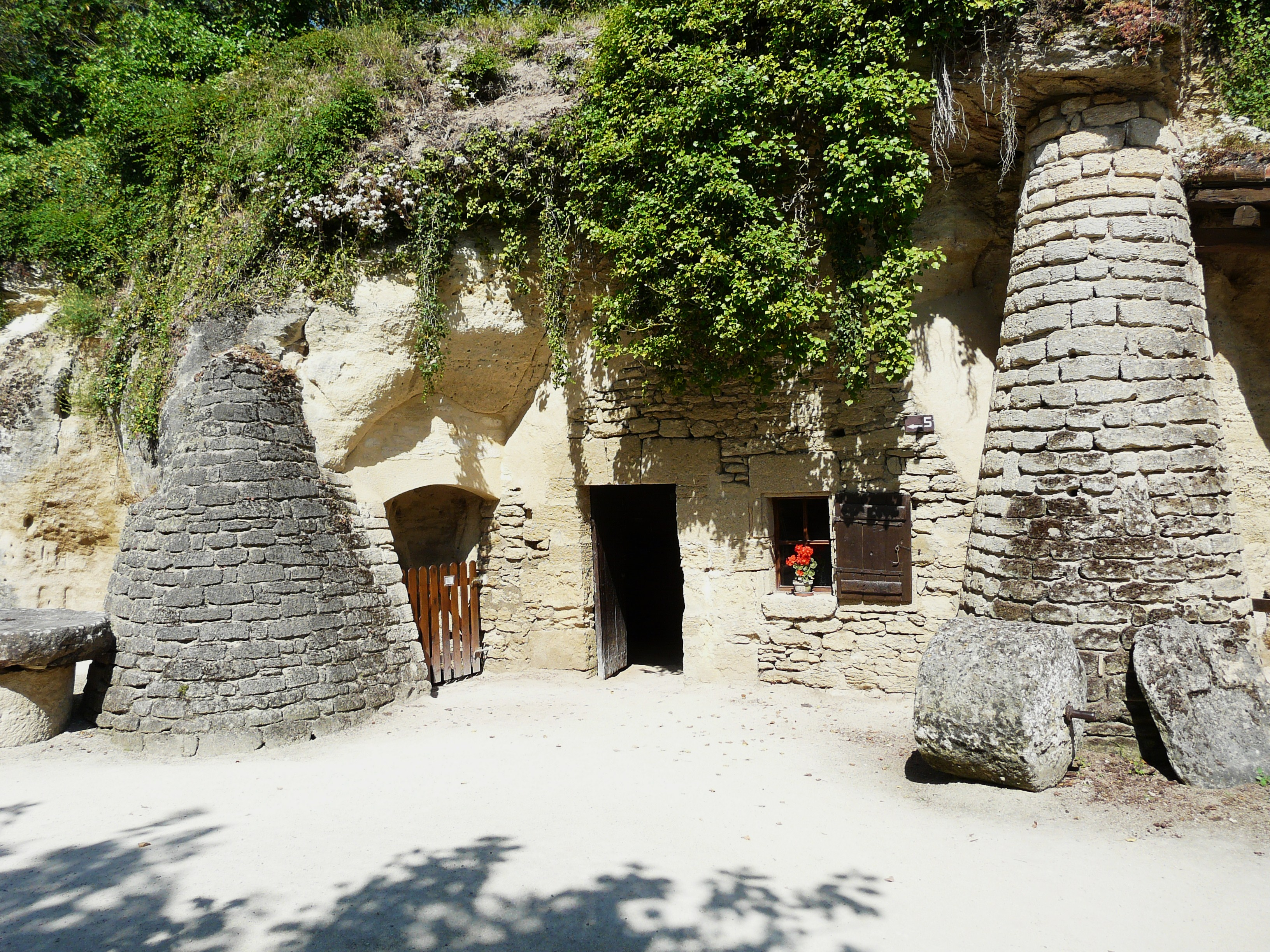
Site troglodyte de Louresse-Rochemenier.
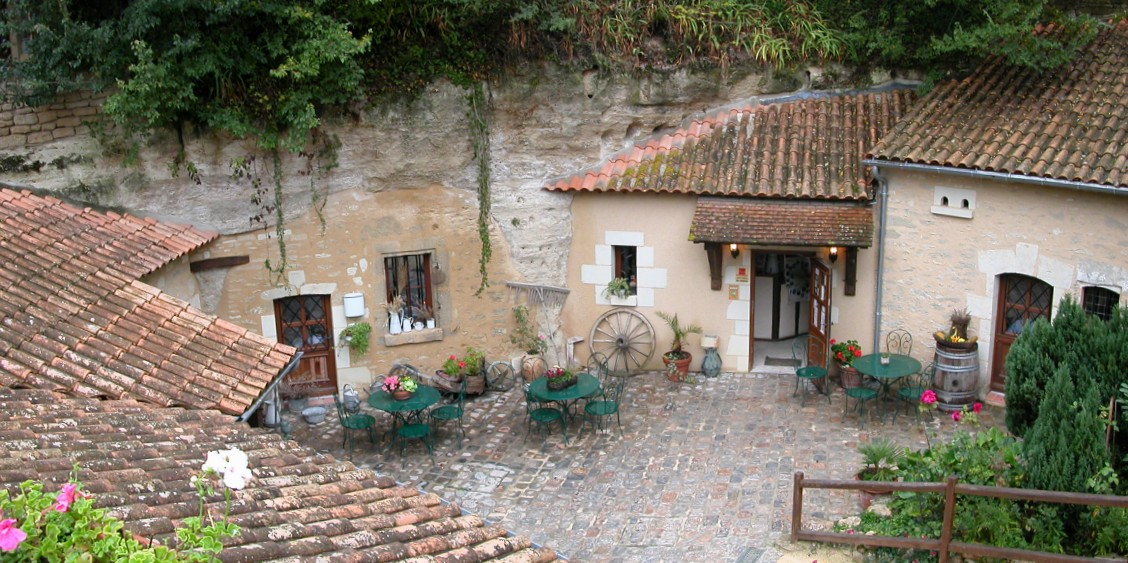
Habitats troglodytiques de Louresse-Rochemenier.
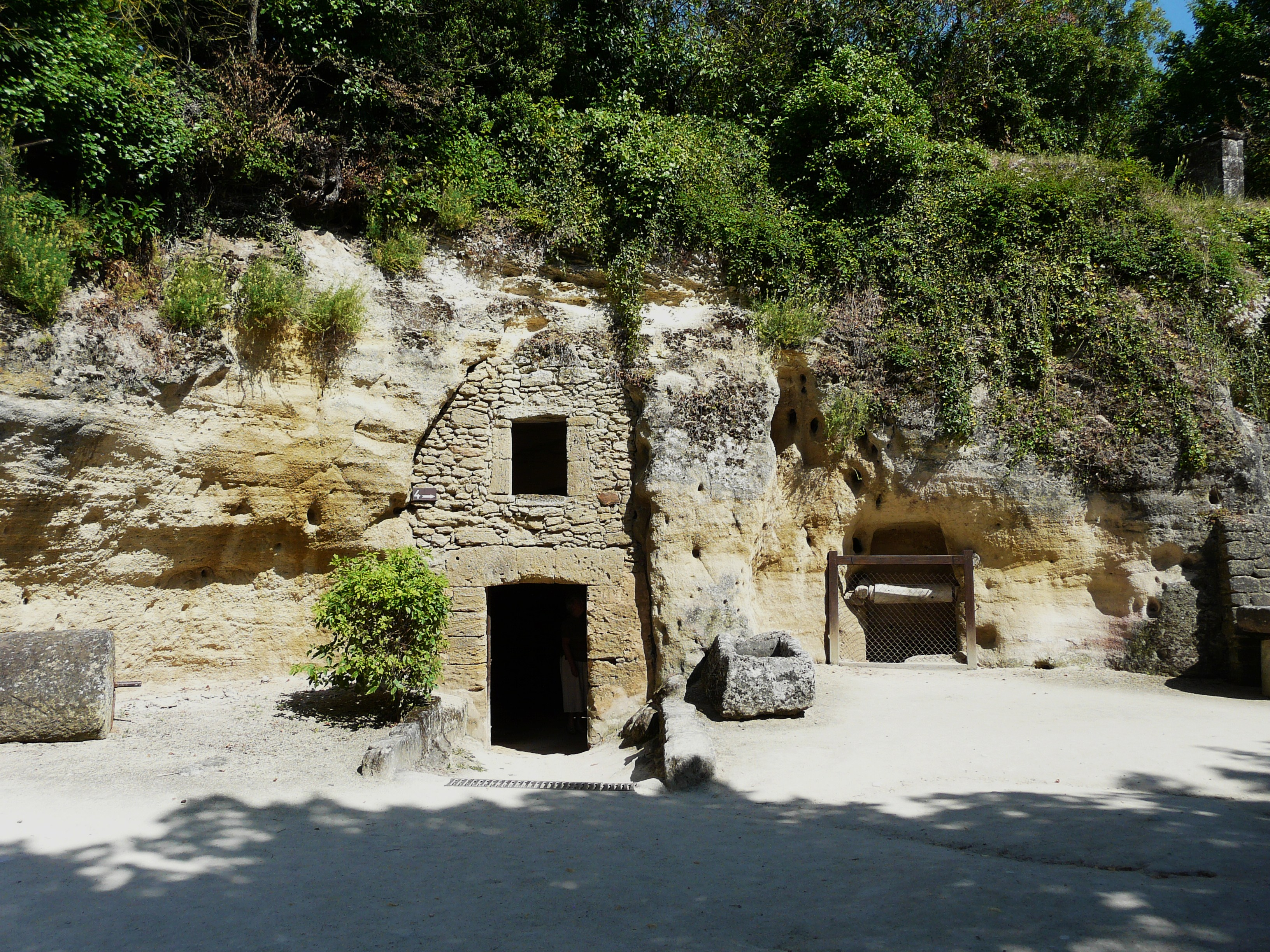
Étable troglodytique à Louresse-Rochemenier.

### Touraine
- Rochecorbon en Indre-et-Loire ;
- Luynes en Indre-et-Loire ;
- Troo en Loir-et-Cher creusé dans le coteau de tuffeau de la vallée du Loir comprend un vaste réseau de galeries d'un site défensif de premier ordre. Utilisé dès le Néolithique, au XIIe siècle, Troo était une place forte du Maine (domaine des Plantagenêt) et un site religieux avec statut d'archidiaconé ;
- Lavardin en Loir-et-Cher, à côté de Troo.

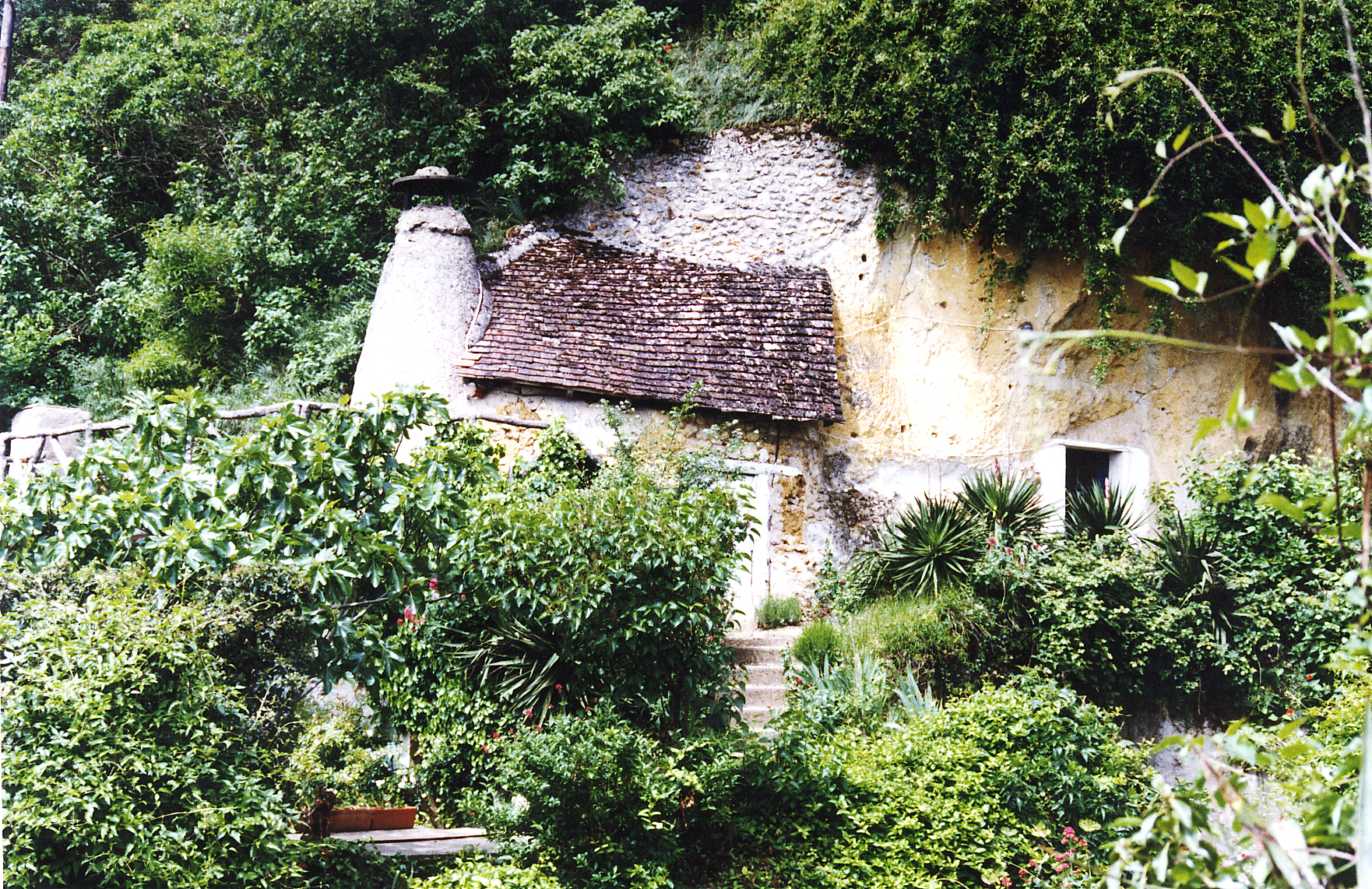
Troo, Loir-et-Cher.
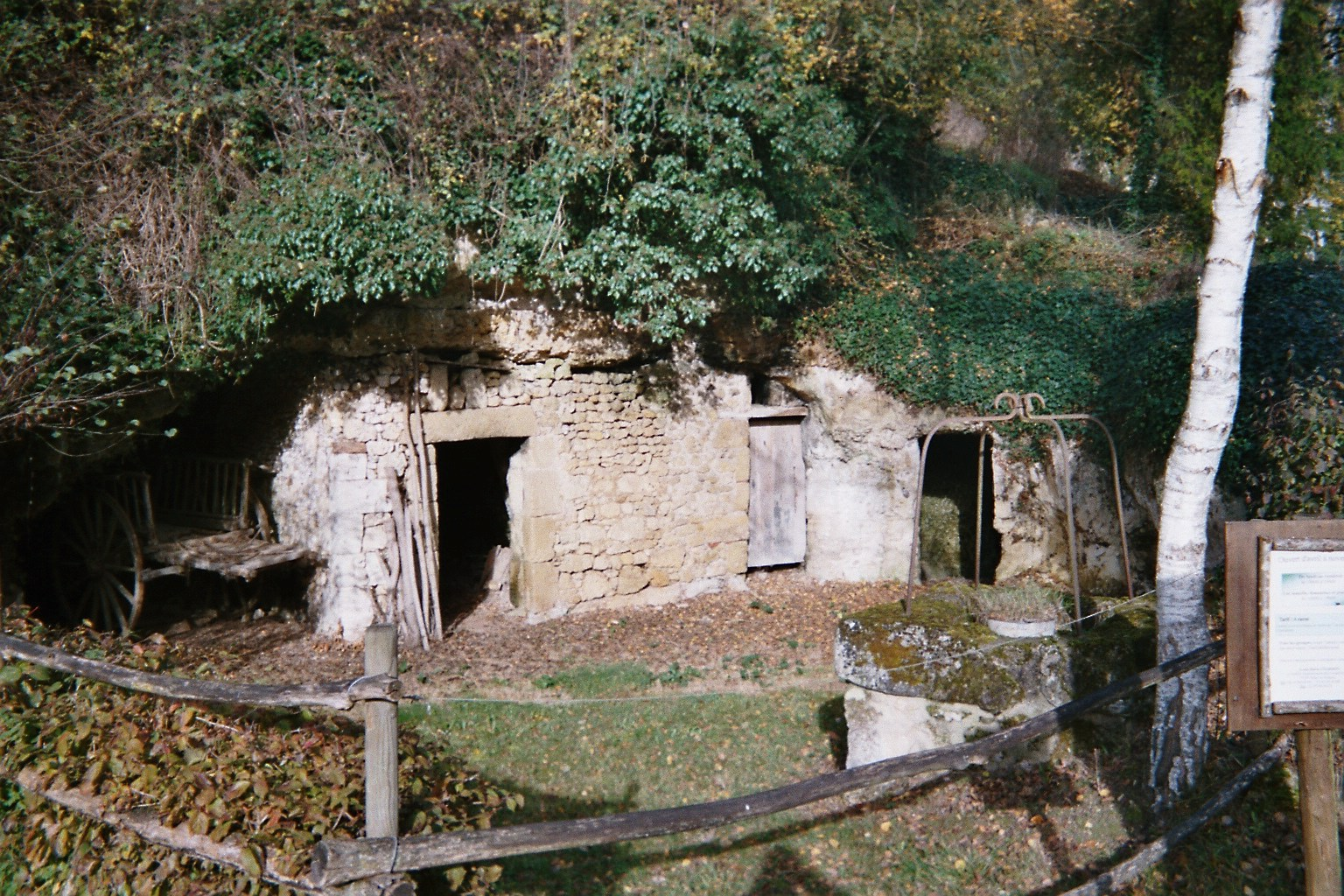
Maison troglodytique de la vallée des Goupillières, Azay-le-Rideau.

## Vallée de la Seine
D'anciennes habitations troglodytiques se trouvent dans la vallée de la Seine à mi-chemin entre Paris et Rouen, à La Roche-Guyon et à Haute-Isle en particulier, ce dernier village était entièrement composé de boves creusés dans la falaise calcaire jusqu'au XIXe siècle ; il possède l'unique église entièrement creusée dans une falaise en Île-de-France et datant de 1670.
Dans le même département du Val-d'Oise, Pontoise (l'Hermitage) et Auvers-sur-Oise, dans la vallée de l'Oise, possèdent également de nombreuses habitations creusés dans la falaise ; la plupart sont devenues des ateliers, des celliers voire des garages lorsqu'elles sont accessibles de la chaussée.
Des silexs taillés et polis ont été découverts à Mézières-sur-Seine dans les Yvelines.

## Picardie, Nord et Nord-Est de la France
- Les muches de la cité souterraine de Naours[9],[10].
- Les tufs de Montataire.
- Les catiches du Nord[11],[12].
- Les creutes du Soissonnais[13].

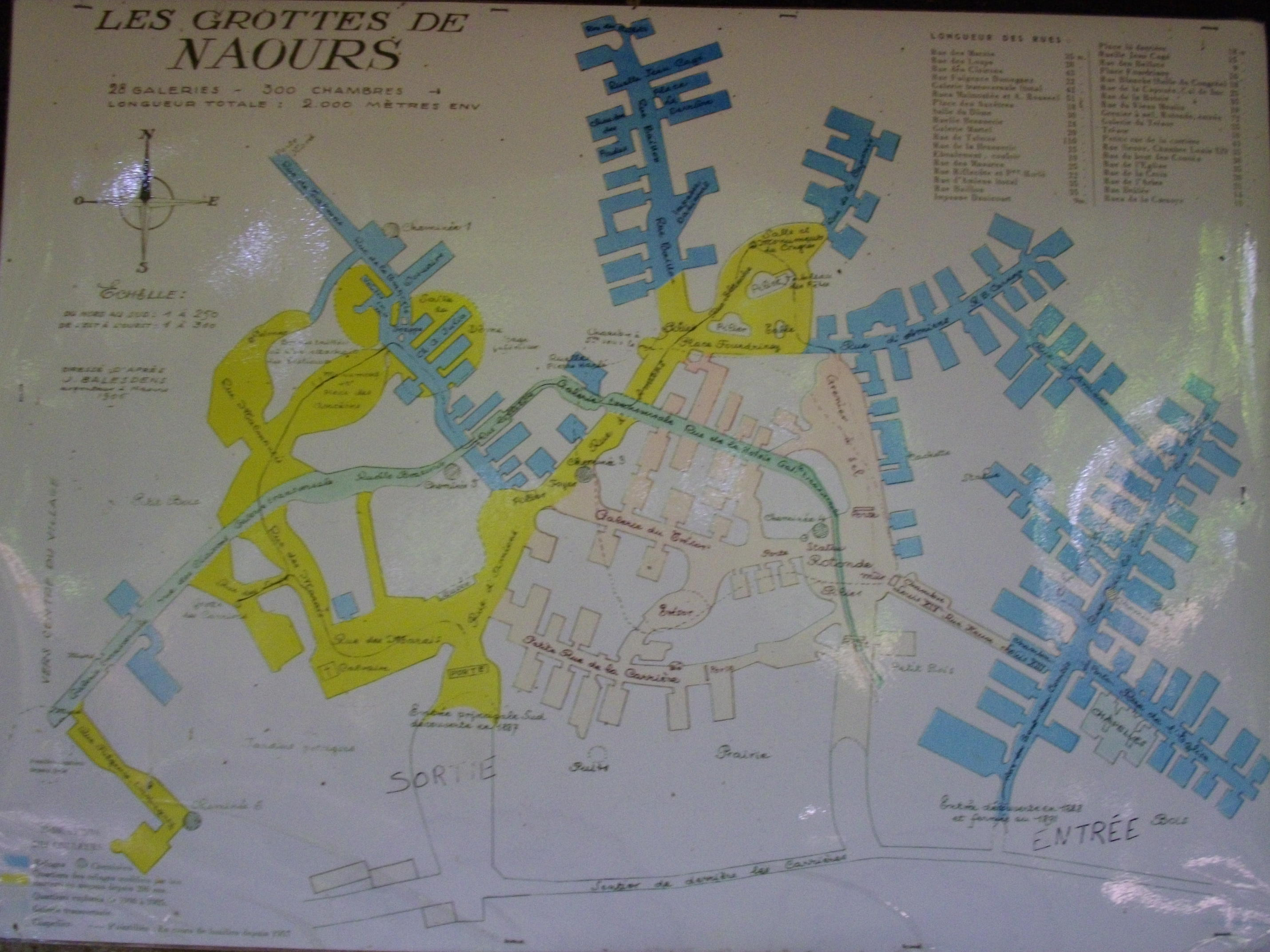
Le réseau des muches, grottes de Naours, Somme.
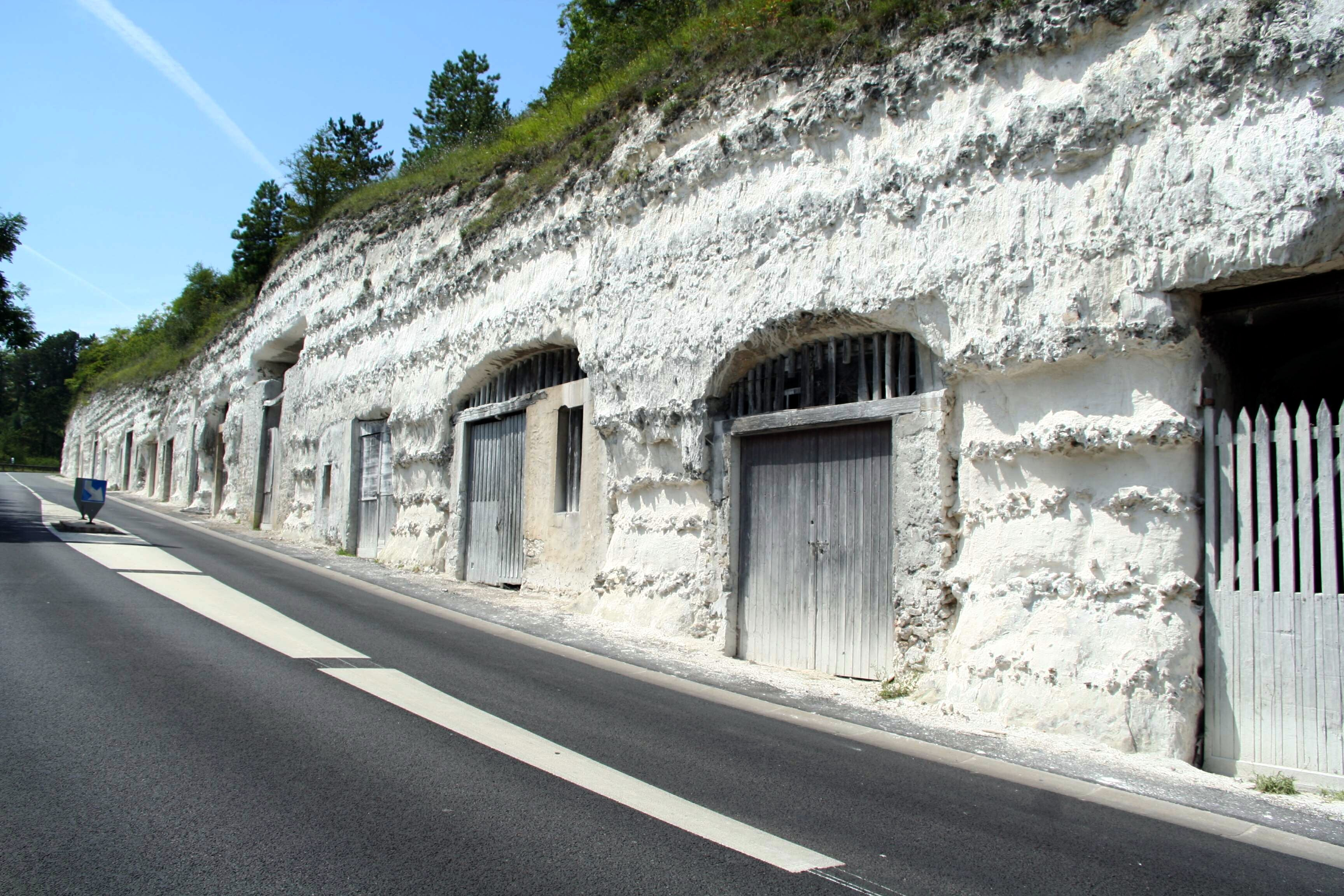
Les boves de La Roche-Guyon, Val-d'Oise.
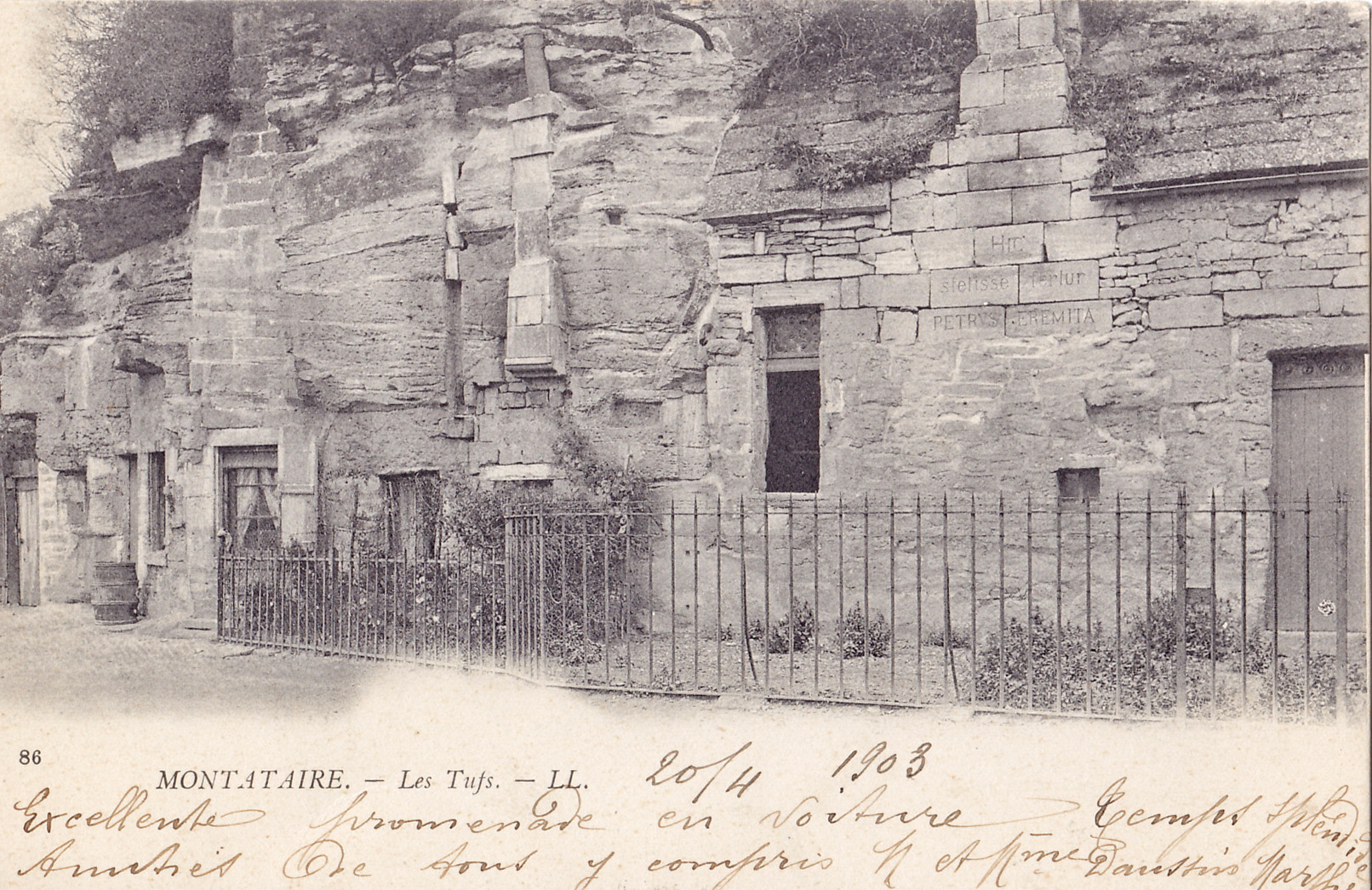
Les Tufs à Montataire, au début du XXe siècle, Oise.

## Provence
La première étude sur l'habitat troglodityque de Provence date de 1987-1988 sous l'égide du ministère de la Culture et réalisée par André-Yves Dautier avec l'aide technique du parc naturel régional du Luberon. Cet habitat a été inventorié en deux catégories. La première correspond au creusement dans les safres du Miocène d'abris rupestres, à vocation d'habitat et d'usage agricole comme les grottes de Calès, à Lamanon, occupées de la préhistoire au XVe siècle, du Baou de Saint-Chamas, aménagé en 1615, des villages du Barry et de Chabrières, à Bollène. La seconde catégorie est liée à l'occupation de grottes naturelles creusées par l'érosion dans le calcaire urgonien (karst) et dont la protection en façade est assurée par des murs de pierres sèches. Cette utilisation, quelquefois pérenne, a été le plus souvent due au pastoralisme, les bergers y abritant les troupeaux. Dans le Vaucluse, cet habitat se retrouve essentiellement dans les combes des Monts de Vaucluse et du Luberon. En Provence centrale et orientale, la présence humaine dans des grottes à concrétions revêt un caractère romantique dès lors qu'elle est liée à des bandits d'honneur comme Gaspard de Besse, à une sacralisation aux Saintes-Baumes ou à des êtres surnaturels comme aux grottes des Fées. Dans les Alpes-de-Haute-Provence, quelques sites remarquables ont été répertoriés comme les ermitages de Saint-Maurin, à La Palud-sur-Verdon et de saint Pons à Valbelle, la grotte des brigands à Quinson, le prieuré de Carluc à Céreste et les deux cabanons de Lurs dans le pays de Forcalquier.

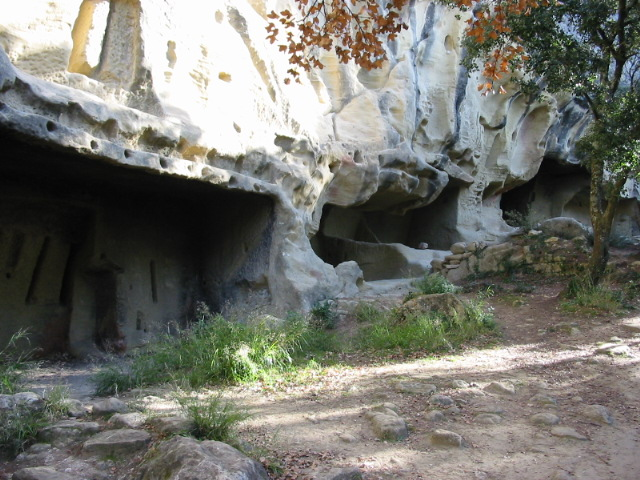
Habitats troglodytiques de Calès, à Lamanon.
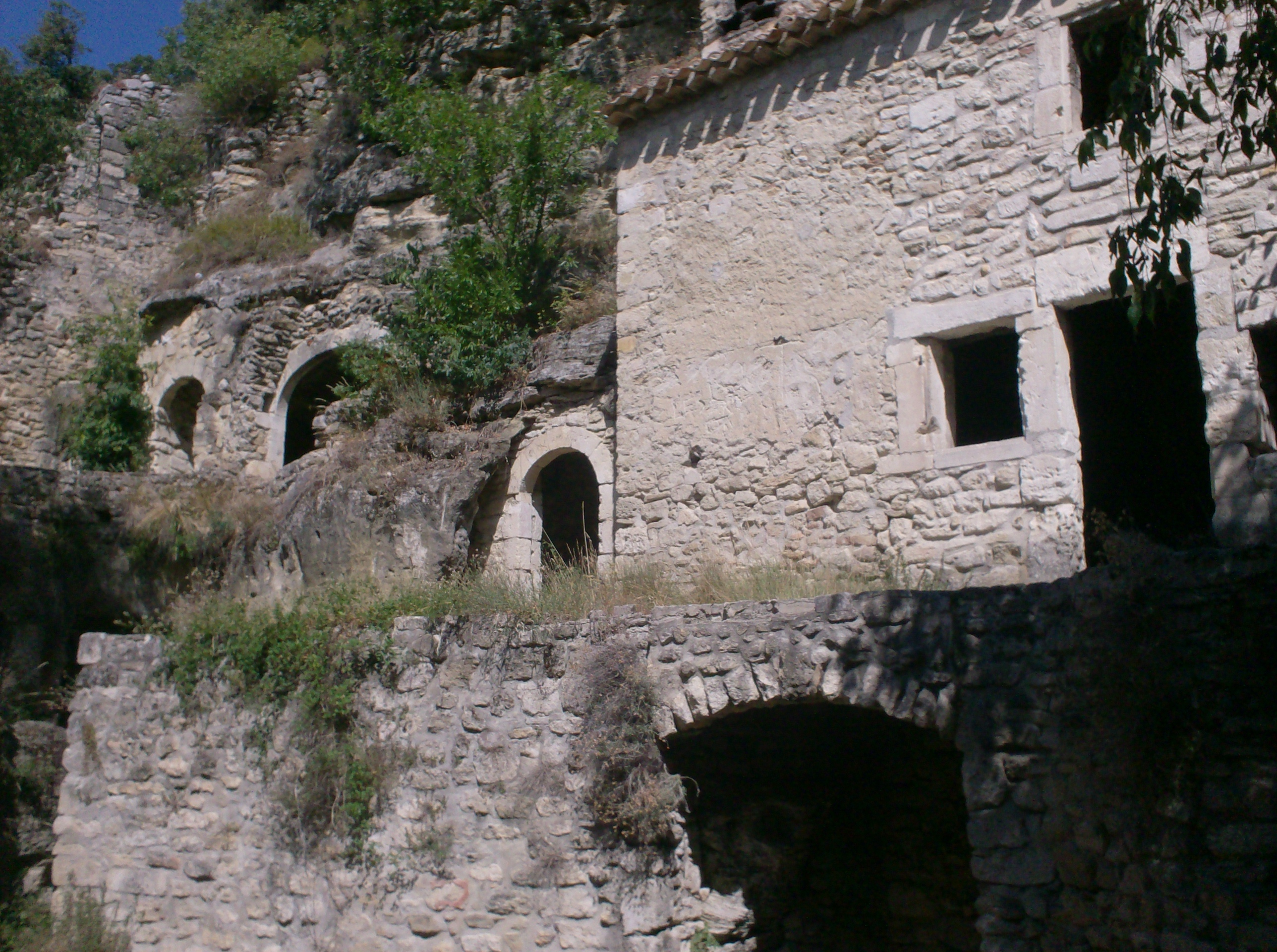
Village troglodytique de Barry à Bollène.
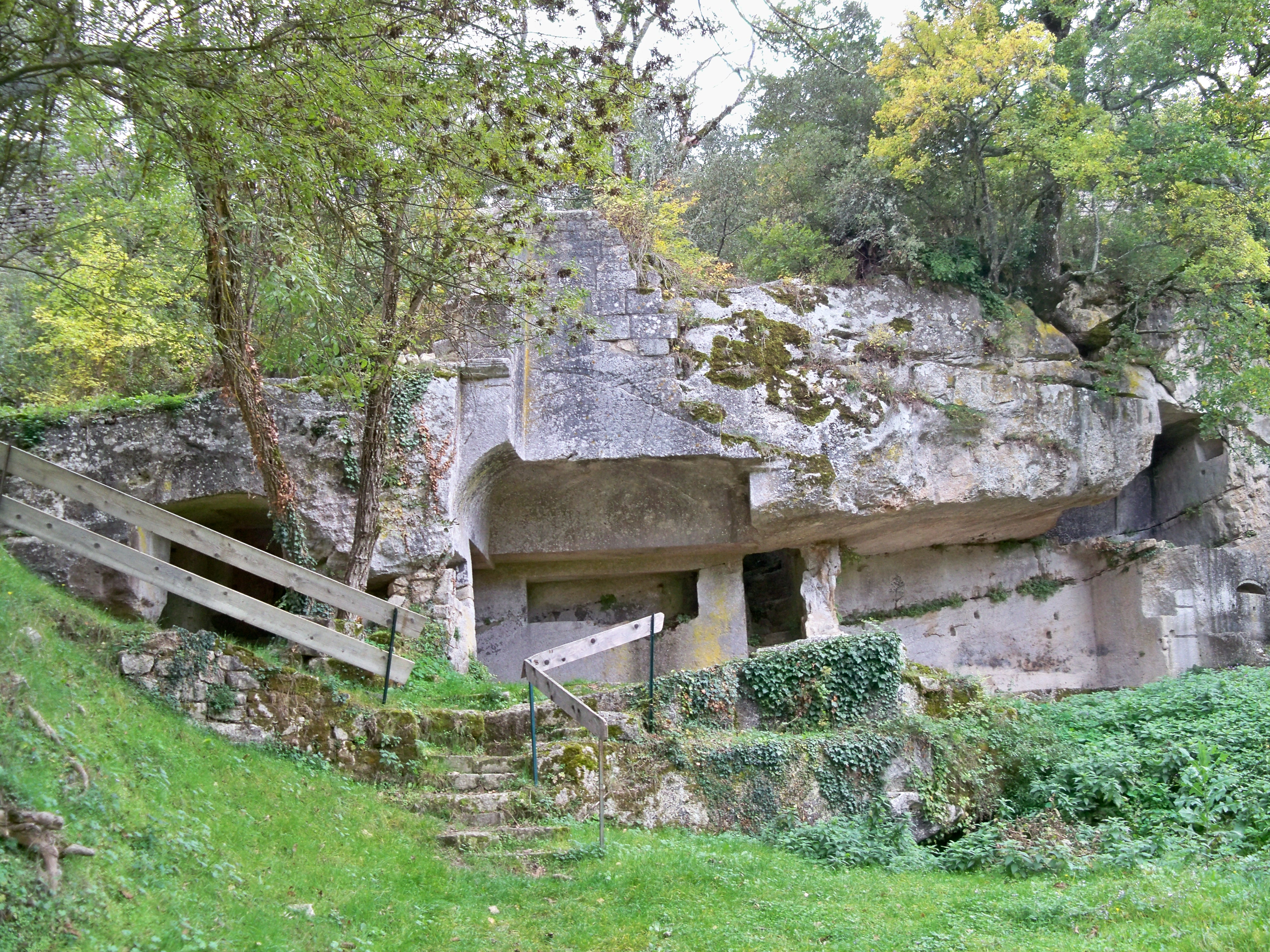
Aménagement troglodytique du prieuré de Carluc.
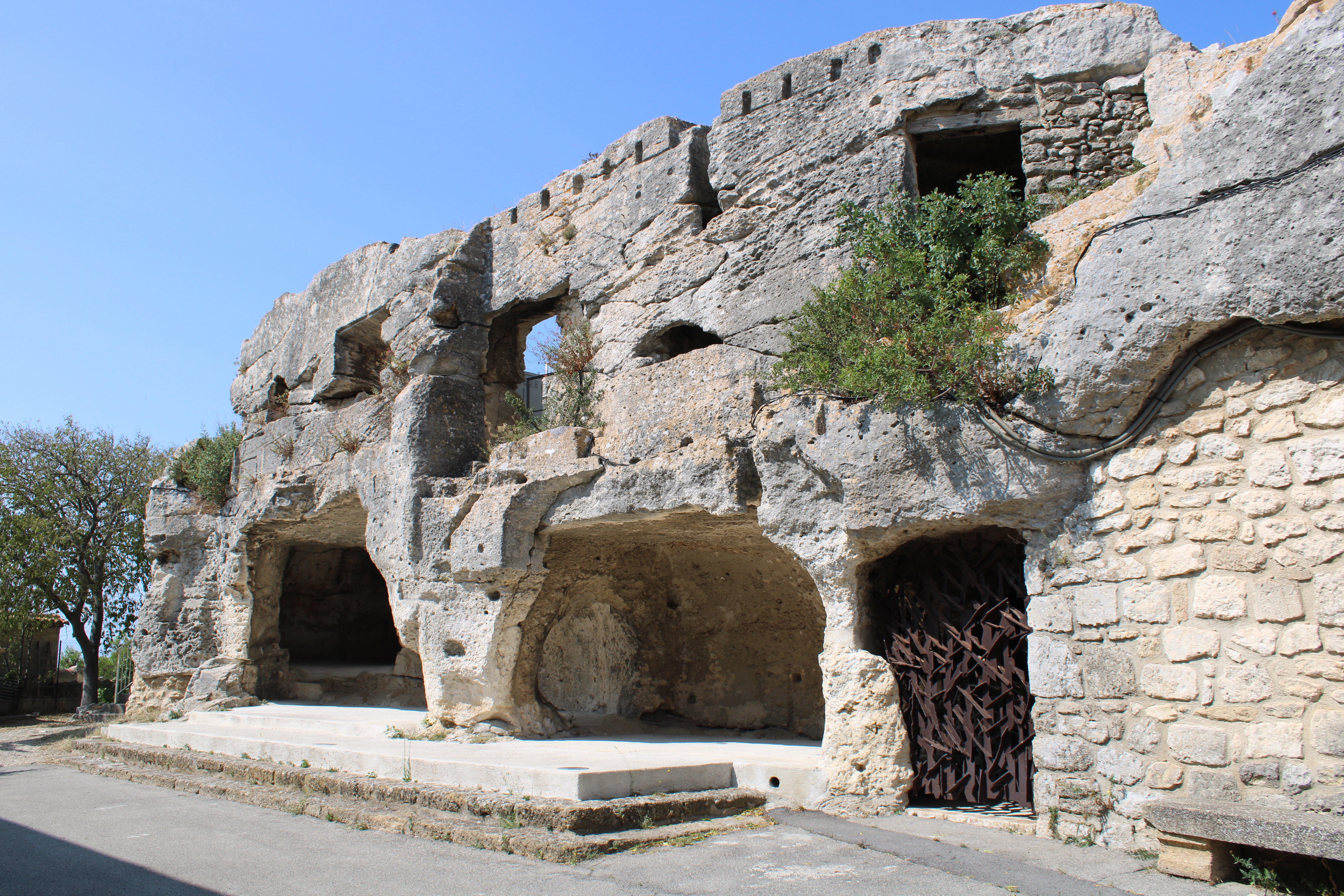
Habitats troglodytiques du mont Castellas à Aurons (Bouches-du-Rhône).

Dans les Bouches-du-Rhône, outre les deux sites de Calès et de Saint-Chamas, sont à retenir les habitats du plateau de Sainte-Croix (Salon-de-Provence), ceux de Manivert, près de Lambesc, le Castellas d'Aurons et les ermitages des Aygalades, au Nord de Marseille. Aux Baux-de-Provence, s'ajoutent à l'habitat, les aménagements rupestres, un pigeonnier troglodytique et un plan dallé rainuré pour recueillir les eaux de pluie.

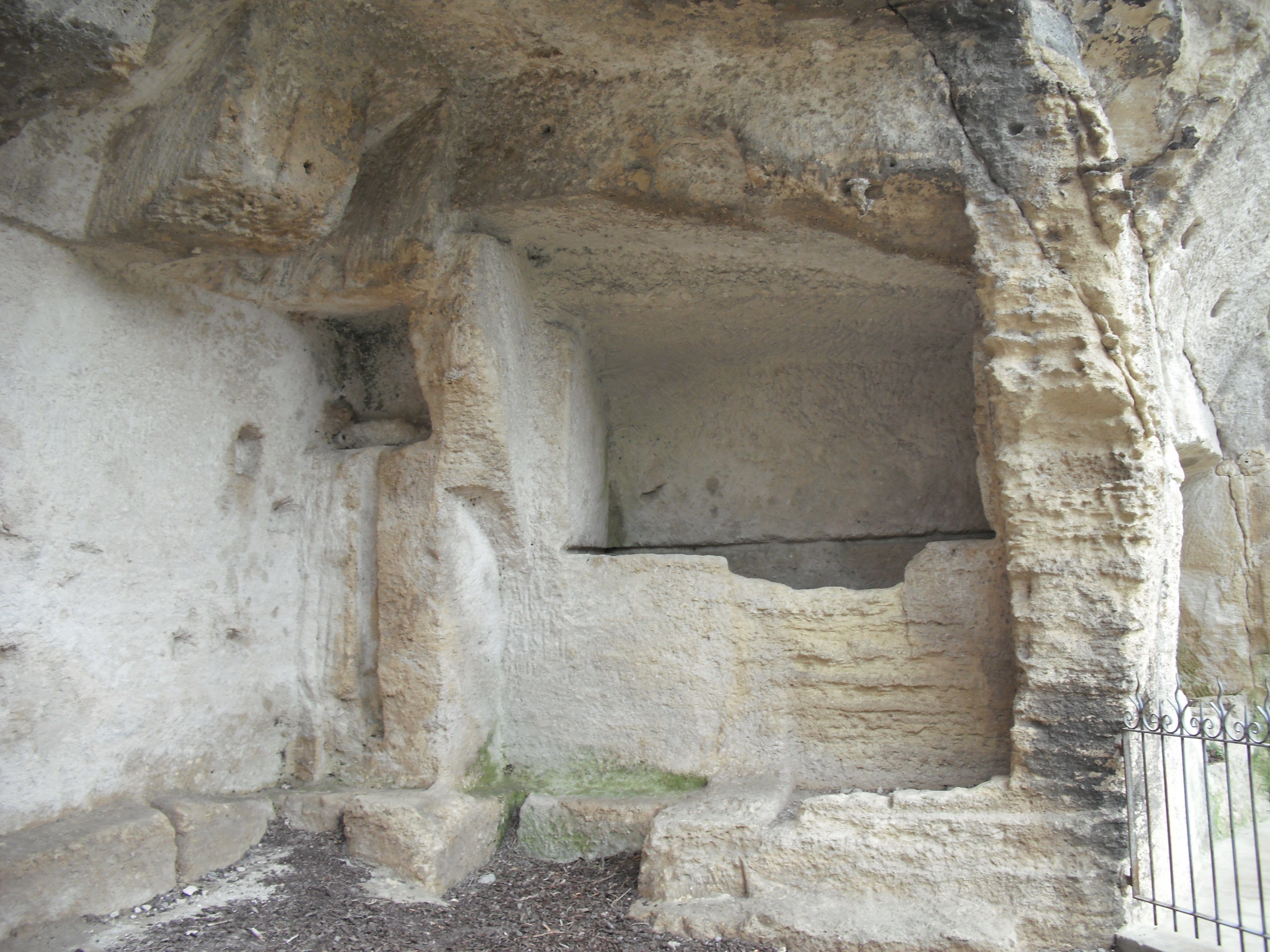
1
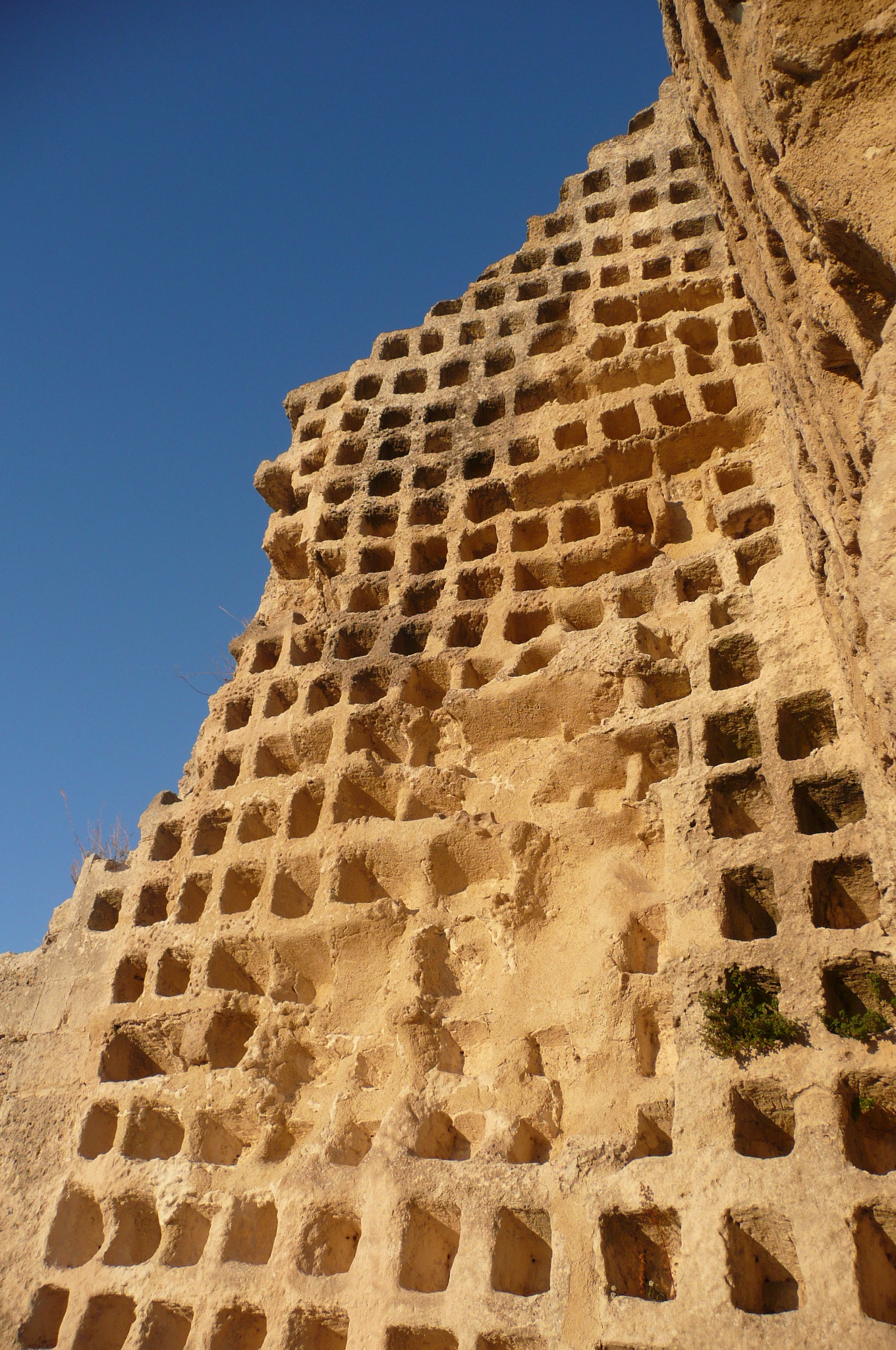
2
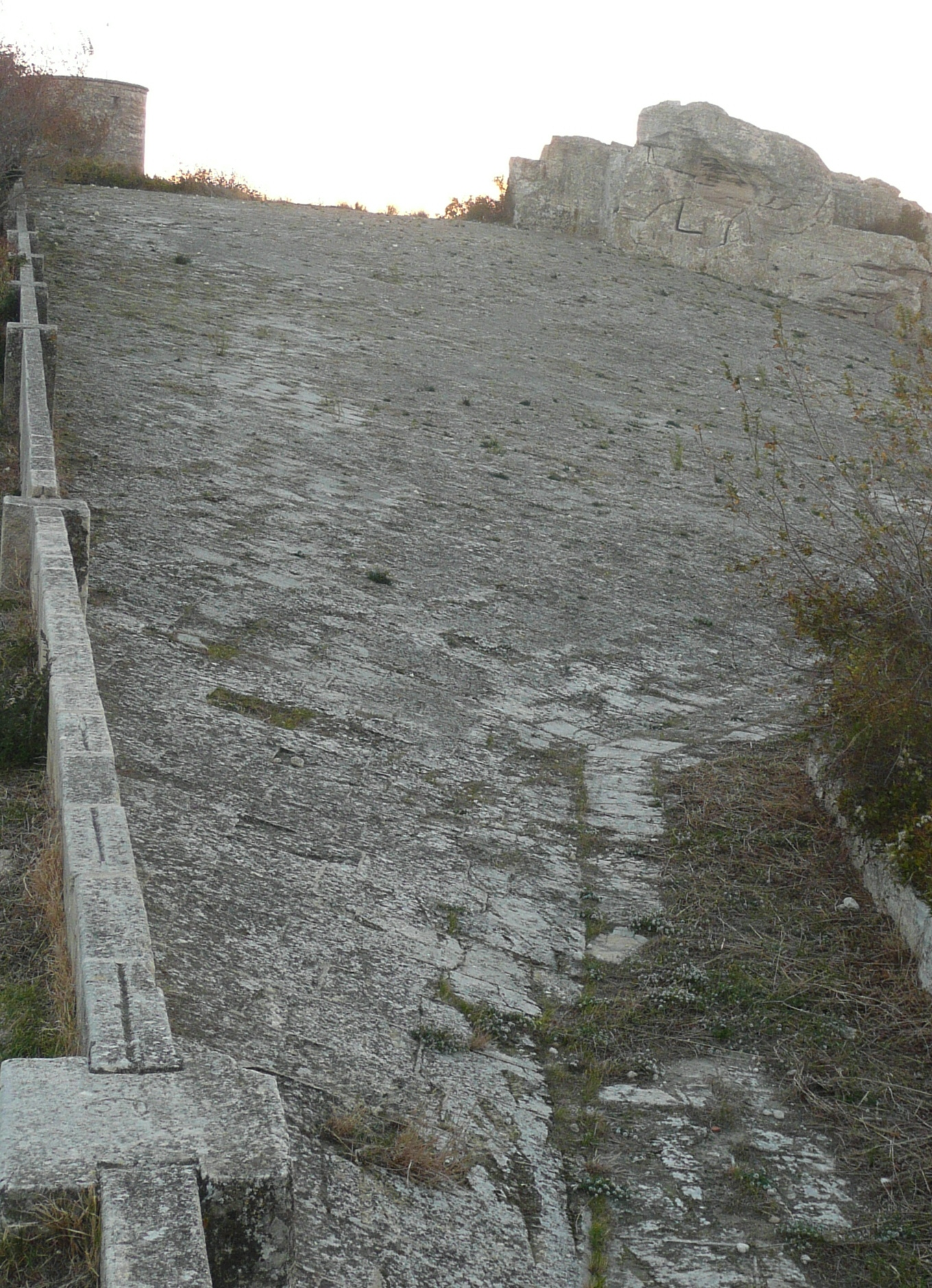
3
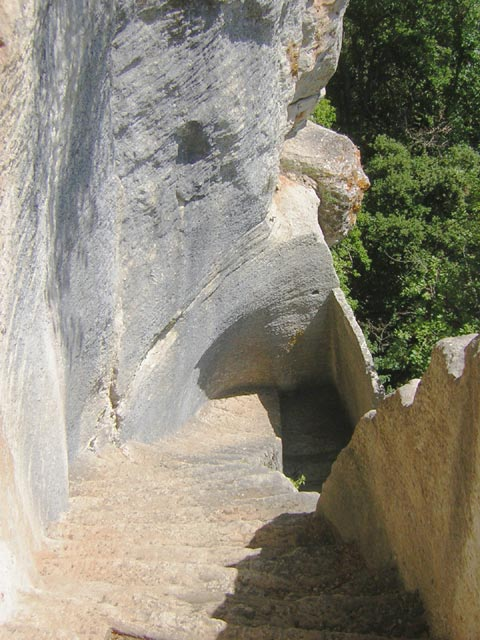
4
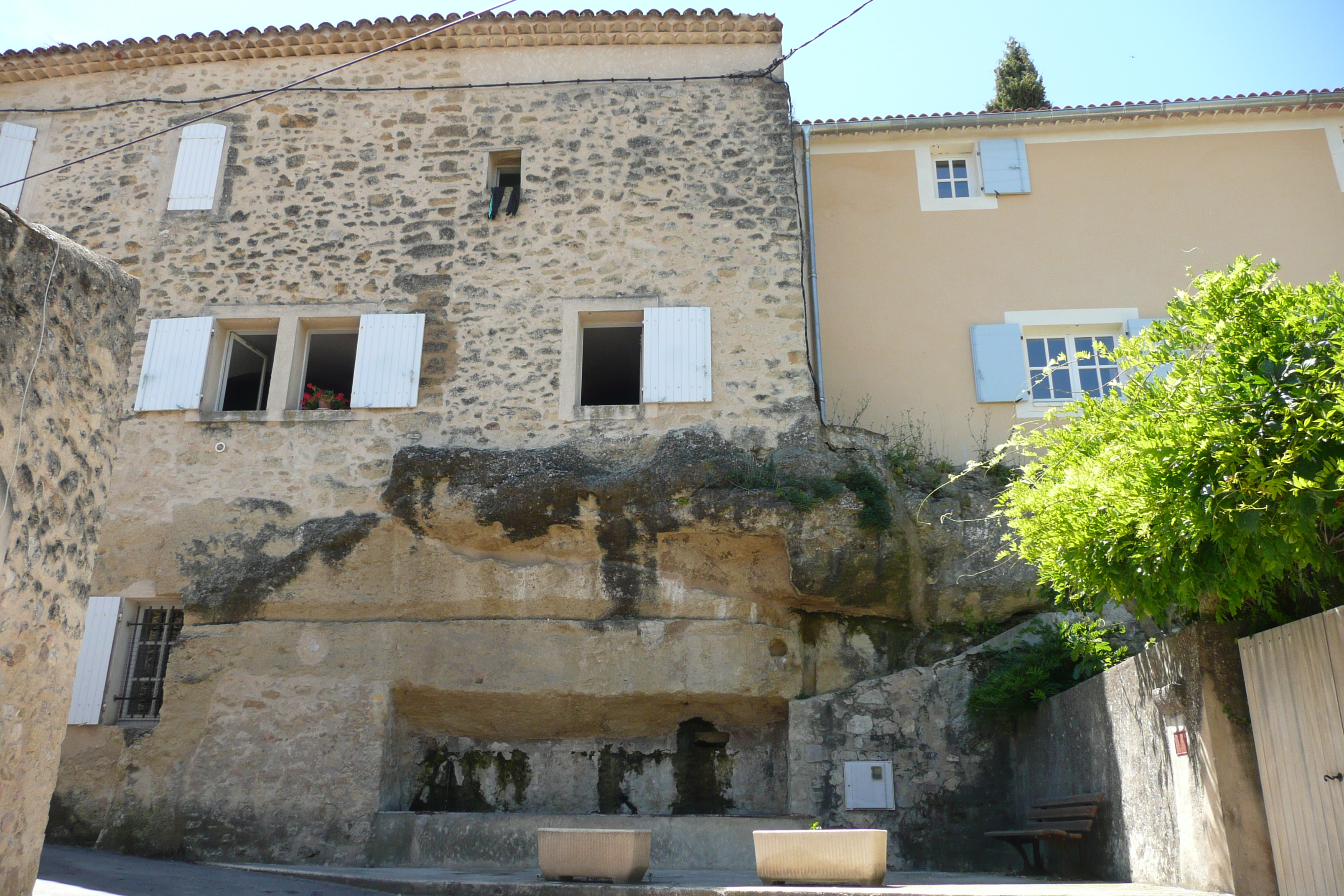
5

1. Habitat troglodytique du village des Baux-de-Provence, Bouches-du-Rhône.
2. Pigeonnier troglodytique des Baux-de-Provence.
3. Dalle rainurée pour recueillir l'eau de pluie, Baux-de-Provence.
4. Escalier dérobé creusé dans le roc au fort de Buoux.
5. Lavoir rupestre de Cabrières-d'Aigues.

Dans le Var, les plus remarquables sont les deux Saintes-Baumes, du Plan-d'Aups et de Saint-Raphaël, la Maison des fées à Cabasse, le Vieux moulin à Trans-en-Provence et le Nymphée du couvent des Carmes à Barjols. 
Dans le Vaucluse, les sites sont à la fois plus concentrés, plus nombreux et plus diversifiés, Bollène a deux hameaux troglodytiques, d'anciens villages médiévaux. Dans le premier, à Chabrières, où l'habitat est totalement ruiné par des effondrements, l'aménagement avait été fait en creusant la safre dit de Saint-Restitut, au pied du castrum. Le second, Barry, habité jusqu'au XVIIIe siècle montre des façades en pierres sèches protégeant un aménagement complet entièrement creusé dans la roche (cuisine, cheminée, pile d'évier, potager pour réchauffer les aliments, alcoves, étable, écurie, bergerie, cellier, citerne, etc.). 
Dans la basse vallée de la Durance, dans les falaises du piedmont Sud du Luberon, les sites du Jas de Puyvert et de Cabrières-d'Aigues montrent un aiguier et un lavoir. Au cœur du massif du Luberon, dans la vallée de l'Aigue Brun, la falaise du Moulin-Clos a été aménagée dès le Ve siècle avec des cellules d'ermites pour les moines cassianistes de l'abbaye Saint-Victor de Marseille et, le fort de Buoux présente une partie est entièrement creusée dans la roche, les bastides de Beaumes et de Chantebelle et le hameau des Aiguiers à Sivergues ont également des aménagements troglodytiques. Dans la vallée du Calavon, trois châteaux du pays d'Apt présentent une grande partie de l'infrastructure troglodytique. Il s'agit des châteaux de Milles, de Roquefure et du Rocher des Druides qui, en dépit de son nom, est un fort médiéval aménagé pour accueillir hommes de troupe, cavaliers et montures.
Les monts de Vaucluse se distinguent par le vallon de la Tapy et la baume de Marcousy (habitat et cuve vinaire rupestre) à Saumane, le ravin de Fraischamp, entre Le Beaucet et La Roque-sur-Pernes où une bergerie troglodytique est toujours en activité, Blauvac et le hameau du Bouquet qui posséda une école publique jusqu'à la Première Guerre mondiale. Venasque, le site de Caroufa, la vallée de la Sénancole à Gordes sont également riches où un habitat rupestre, jas et moulin à huile troglodytiques, côtoient des aiguiers et des cuves vinaires abritées sous des bories. Enfin, en dépit de leur éloignement, des aménagements identiques se retrouvent dans des abris sous roche, des bergeries des combes de Bonnieux et du vallon des Baumians à Cabrières-d'Aigues et, de la Coste-Brune à Villars.
- Blauvac, hameau du Bouquet.

## Autres régions
- la Maison des Rochers de Graufthal, Bas-Rhin.
- les grottes de Matata à Meschers-sur-Gironde, Charente-Maritime.
- l'abbaye troglodytique de Saint-Roman à Beaucaire, Gard.

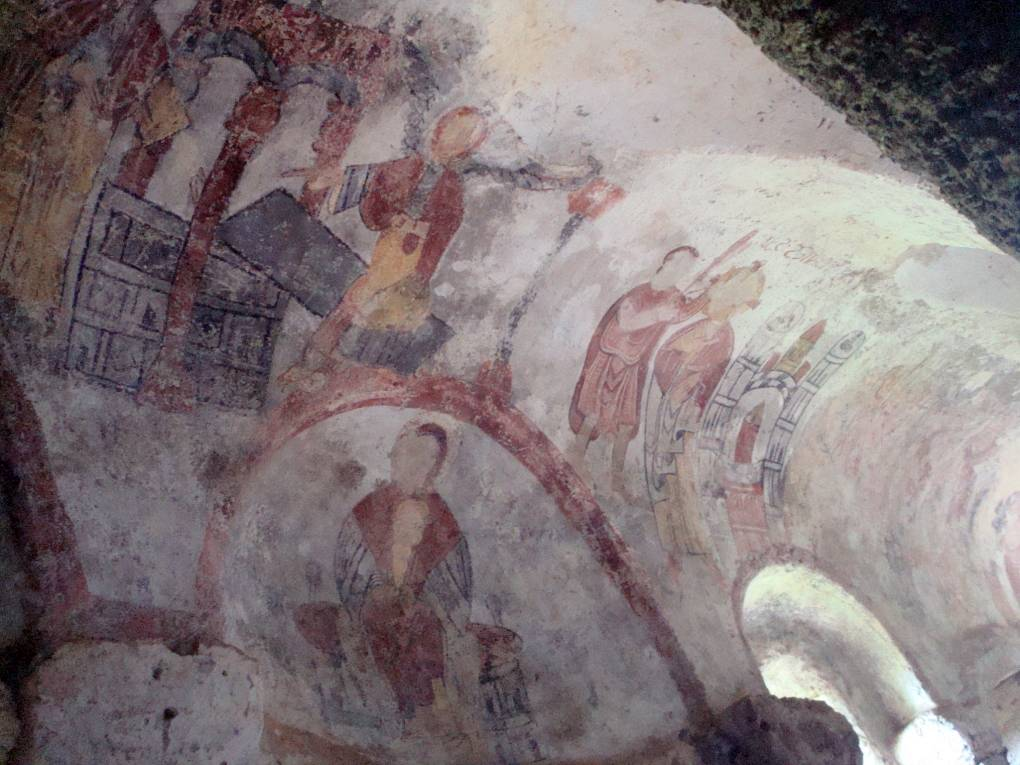
1
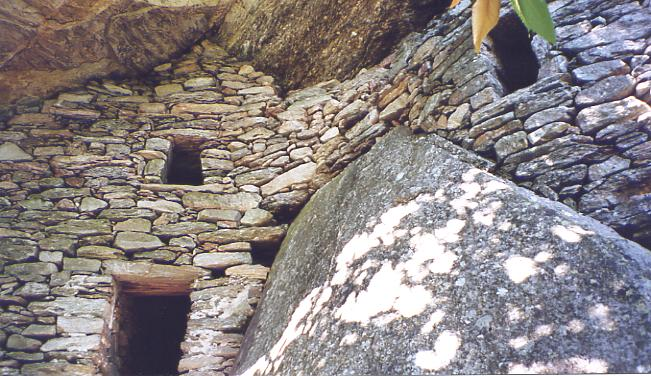
2

1. Grottes de Jonas : fresques de la chapelle creusée dans un matériau volcanique, occupation de l'époque celtique (400 av. J.-C.) au XIIe siècle, Puy-de-Dôme.
2. Abri de charbonniers, gorges de Colombières, massif du Caroux, Hérault.